# Dexter Shouse
Dexter Wayne Shouse (Terre Haute, 24 marzo 1963) è un ex cestista statunitense, professionista nella NBA.

## Carriera
È stato selezionato dai Los Angeles Lakers al quarto giro del Draft NBA 1985 (92ª scelta assoluta).

## Palmarès
- Campione CBA (1989)
- CBA Playoff MVP (1989)